# Евертон (Мисури)
Евертон (енгл. Everton) град је у америчкој савезној држави Мисури.

## Демографија
По попису из 2010. године број становника је 319, што је 3 (-0,9%) становника мање него 2000. године.
| Група             | 2000.       | 2010.       |
| Белци             | 314 (97,5%) | 297 (93,1%) |
| Афроамериканци    | 0 (0,0%)    | 3 (0,9%)    |
| Азијати           | 0 (0,0%)    | 0 (0,0%)    |
| Хиспаноамериканци | 1 (0,3%)    | 5 (1,6%)    |
| Укупно            | 322         | 319         |